# ترويس فنلندا

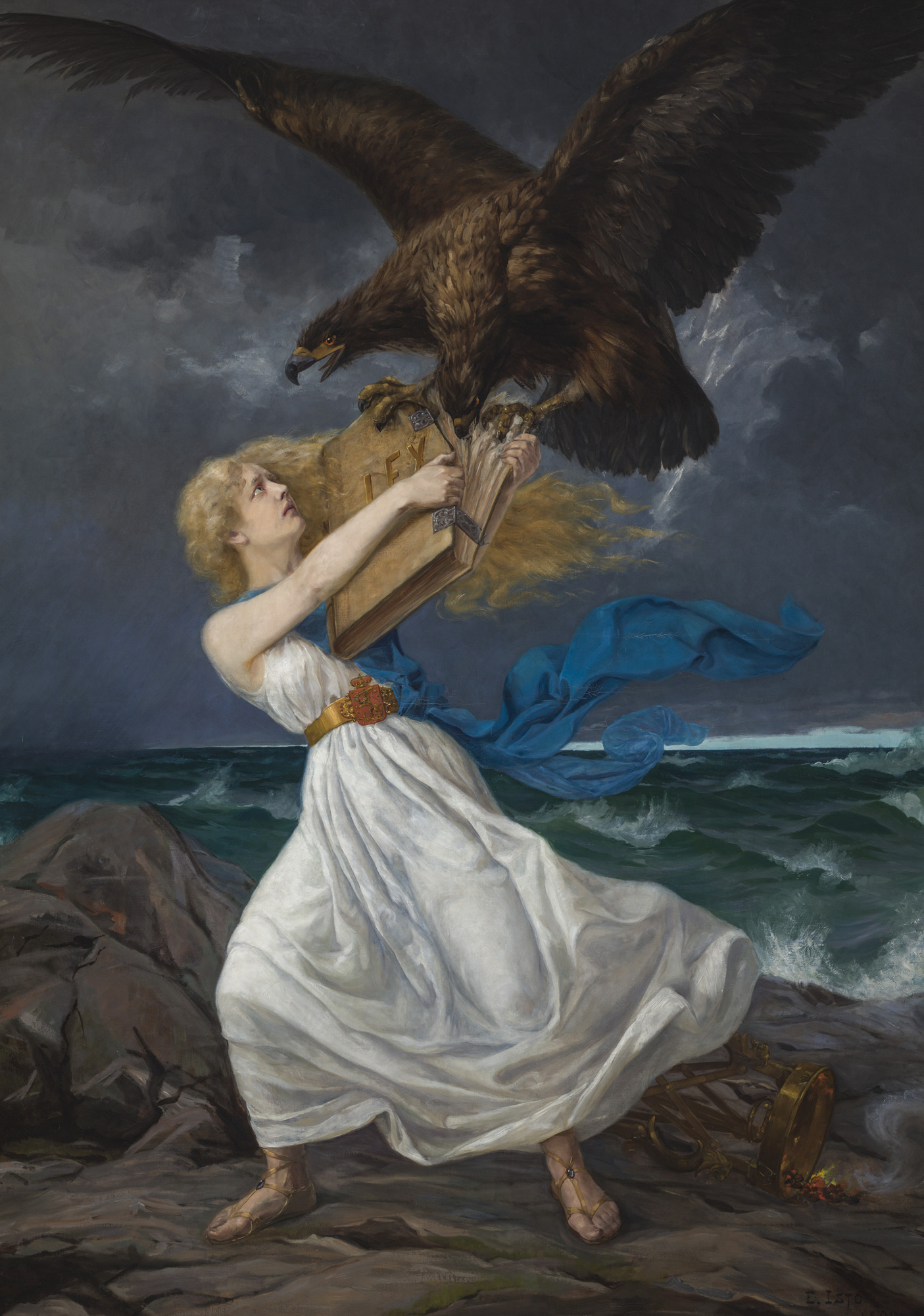
لوحة إدفارد إيستو «هجوم» (1899) ترمز إلى الترويس.

ترويس فنلندا (1899-1905، 1908-1917 ؛ بالفنلندية sortokaudet / sortovuodet (زمن / سنوات القمع)) سياسة حكومية للامبراطورية الروسية رمت لإنهاء الحكم الذاتي في دوقية فنلندا الكبرى. وكانت جزءاً من سياسة ترويس أشمل اتبعتها الحكومات بأواخر القرن التاسع عشر وأوائل العشرين هدفت لإلغاء الحكم الذاتي الثقافي والإداري للأقليات غير الروسية داخل الامبراطورية.
شملت سياسة الترويس التدابير التالية :
- بيان فبراير 1899، وهو مرسوم من الإمبراطور نيقولا الثاني أكد على حق الحكومة الإمبراطورية في حكم فنلندا من دون موافقة الهيئات التشريعية المحلية.
- بيان اللغة 1900، مرسوم من الإمبراطور نيقولا الثاني يجعل الروسية لغة الإدارة في فنلندا.
- وقـّع الإمبراطور نيقولا الثاني على قانون التجنيد الإجباري في يوليو عام 1901 ودمج الجيش الفنلندي بالجيش الامبراطوري.

قابلت الحملة الترويس مقاومة فنلندية، بدءاً من العرائض والإضرابات المتصاعدة والمقاومة السلبية (بما في ذلك مقاومة تجنيد إجباري) إلى المقاومة الفعلية، بلغت حتى اغتيال الحاكم العام الروسي نيكولاي بوبريكوف على يد أويغن شاومان في يونيو 1904. أثناء الحرب الروسية اليابانية وبمساعدة مالية من اليابان اشترى المتمردون شحنة من الآلاف من البنادق لتفجير انتفاضة وتشكيل دولة مستقلة. بيد أن السفينة تحطمت قبالة ساحل فنلندا فانتهى المخطط. ومن المثير للاهتمام أنه خلال تحالف روسيا واليابان بمحاربة ألمانيا في الحرب العالمية الأولى سلـّم اليابانيون الحكومة الروسية قائمة بقيادي حركة الحرية (عملت إبان الحرب العالمية الأولى مع ألمانيا الإمبراطورية).
ردت الحكومة الإمبراطورية بتطهير معارضي الترويس من داخل الإدارة الفنلندية، وبرقابة أكثر صرامة، من أبريل 1903 حتى الثورة الروسية عام 1905، منحت صلاحيات ديكتاتورية إلى الحاكم العام الروسي. حققت حملة مقاومة بعض النجاحات، لا سيما انعكاس فعلي للقانون التجنيد الجديد. في وقت لاحق، كان المقاومة الفنلندية لسياسة الترويس إحدى العوامل الرئيسية التي قادت في النهاية إلى إعلان استقلال فنلندا في عام 1917.
عـُلـّقت حملة الترويس وانقلبت جزئياً بين عامي 1905-1907 خلال فترة من الاضطرابات المدنية عبر الإمبراطورية الروسية إثر الهزائم الروسية في الحرب الروسية اليابانية. أعيد العمل بالبرنامج عام 1908، مكلفاً فنلندا الكثير من استقلالها وتسبب في مزيد من المقاومة الفنلندية مرة أخرى، بما في ذلك حركة ياغر. عـُلـّقت كثير من التدابير من جديد في 1914-1917 أثناء الحرب العالمية الأولى، ولكن وثائق حكومية سرية نشرت في الصحف الفنلندية في نوفمبر 1914 كشفتران الحكومة الامبراطورية كانت ما تزال تخفي خططاً للترويس الكامل لفنلندا.